# (87269) 2000 OO67
(87269) 2000 OO67 ist ein transneptunisches Objekt, das am 29. Juli 2000 am Cerro Tololo Inter-American Observatory entdeckt wurde. Bemerkenswert ist seine außerordentlich exzentrische Bahn. 2000 OO67 nähert sich der Sonne bis auf etwa 21 Astronomische Einheiten (AE), erreicht im sonnenfernsten Punkt aber einen Abstand von mehr als 1100 AE (ca. 0,02 Lichtjahre). Die Umlaufzeit beträgt über 10.000 Jahre.
Im April 2005 erreichte 2000 OO67 sein Perihel und entfernt sich seitdem wieder von der Sonne.